# 特斯特诺

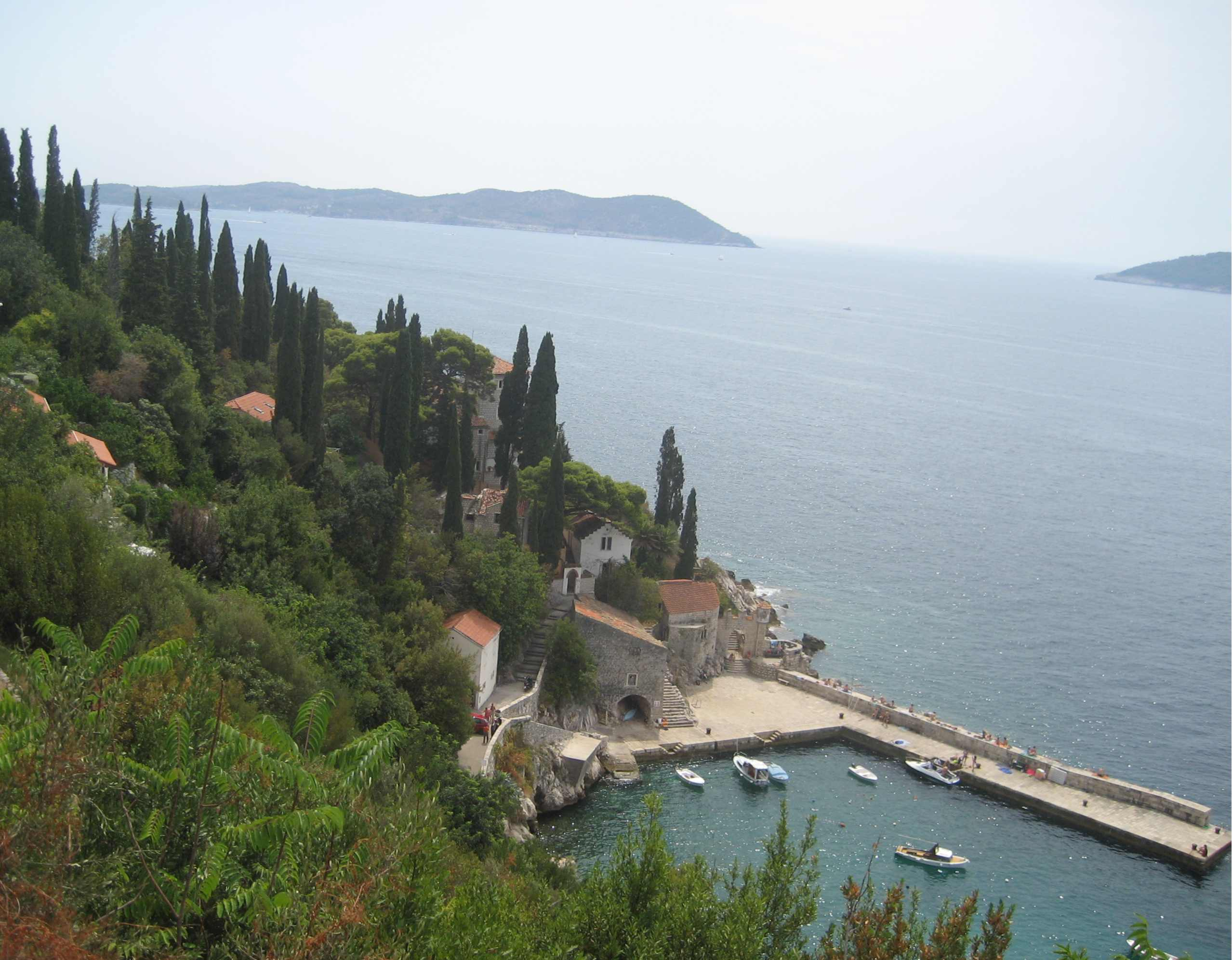
特斯特诺

特斯特诺（克罗地亚语：Trsteno, 达尔马提亚语: Canait）是克罗地亚南部杜布罗夫尼克的一个区。人口237人（2001）。

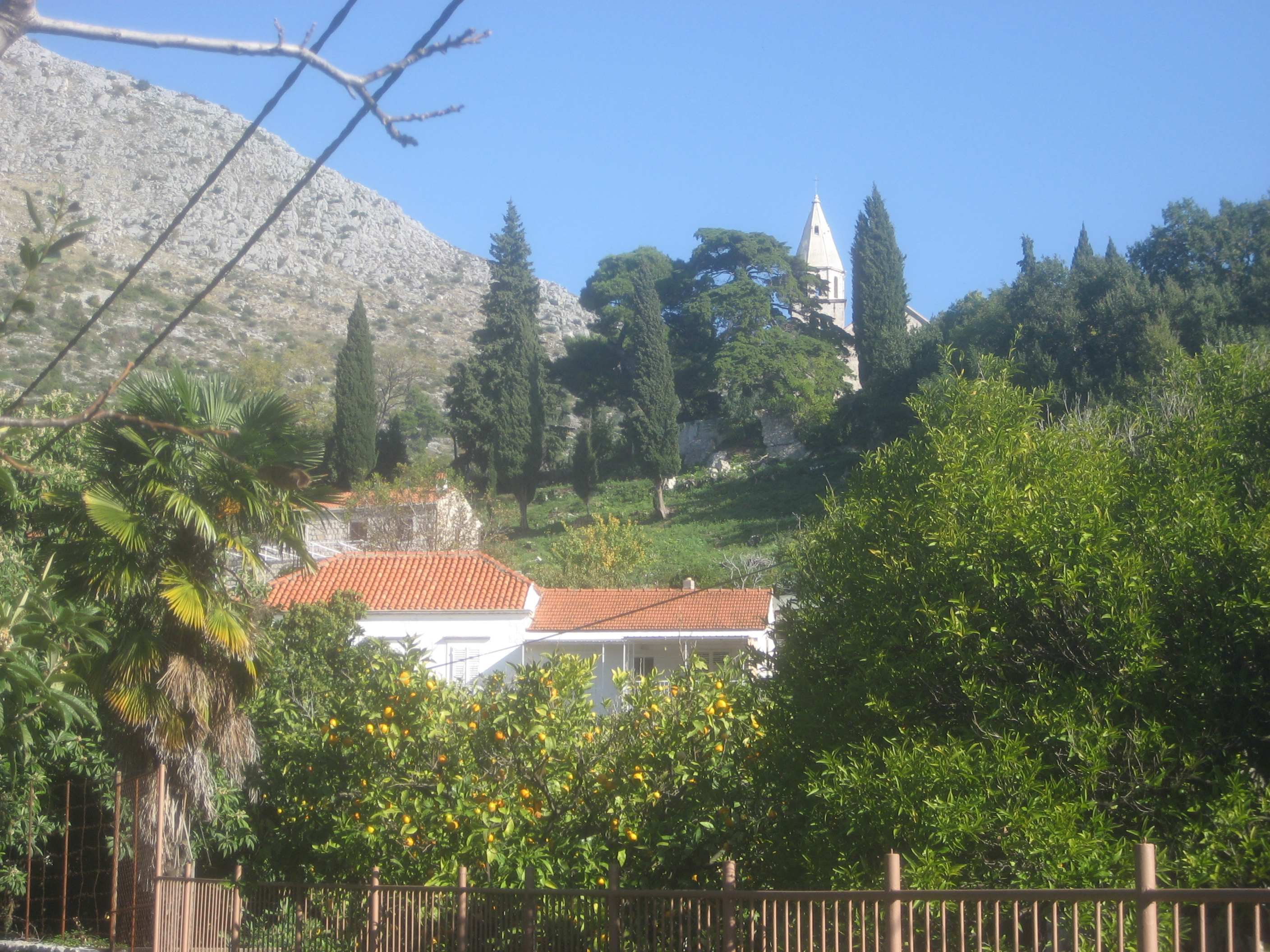
特斯特诺

## 植物园

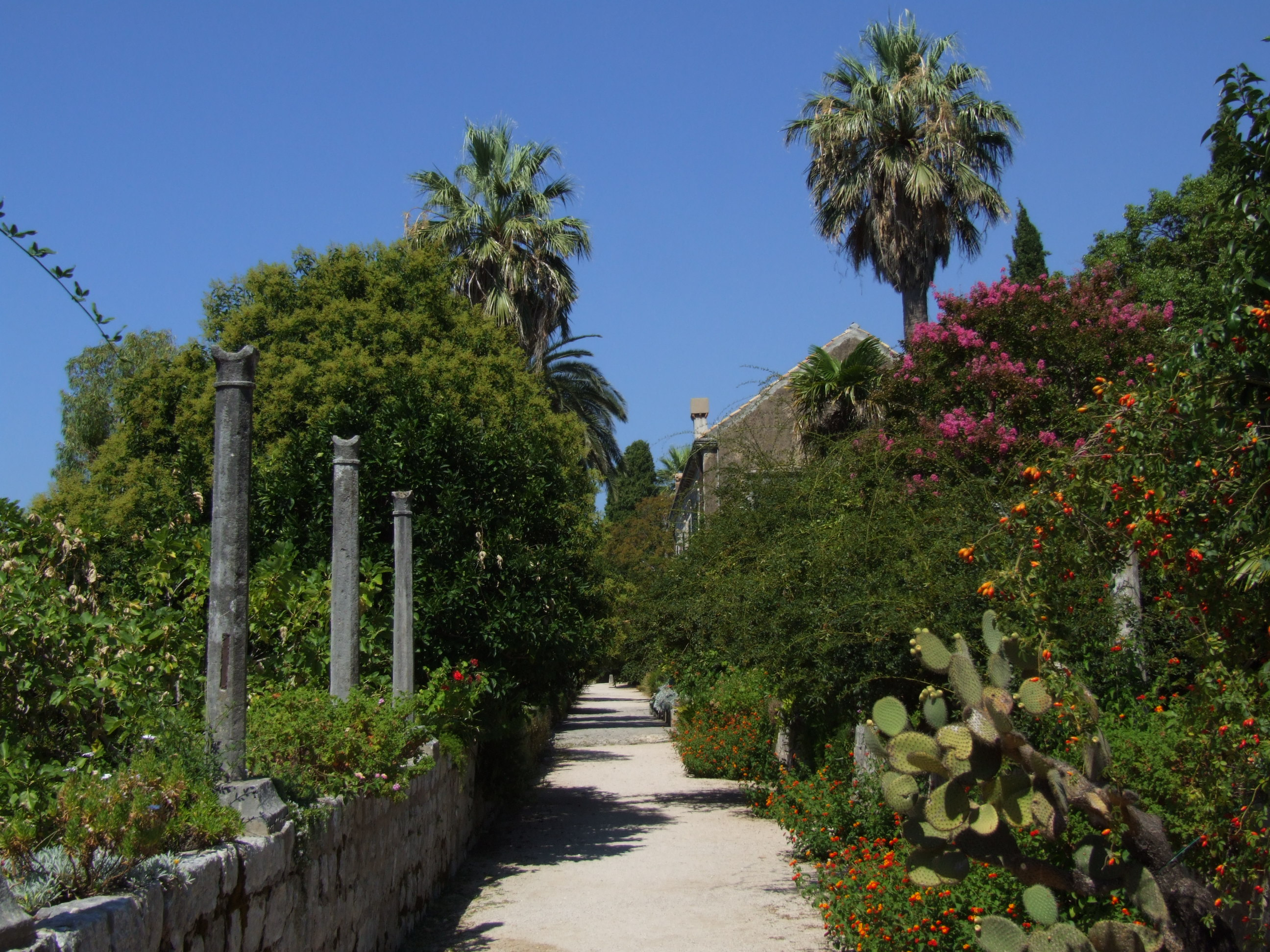
特斯特诺植物园

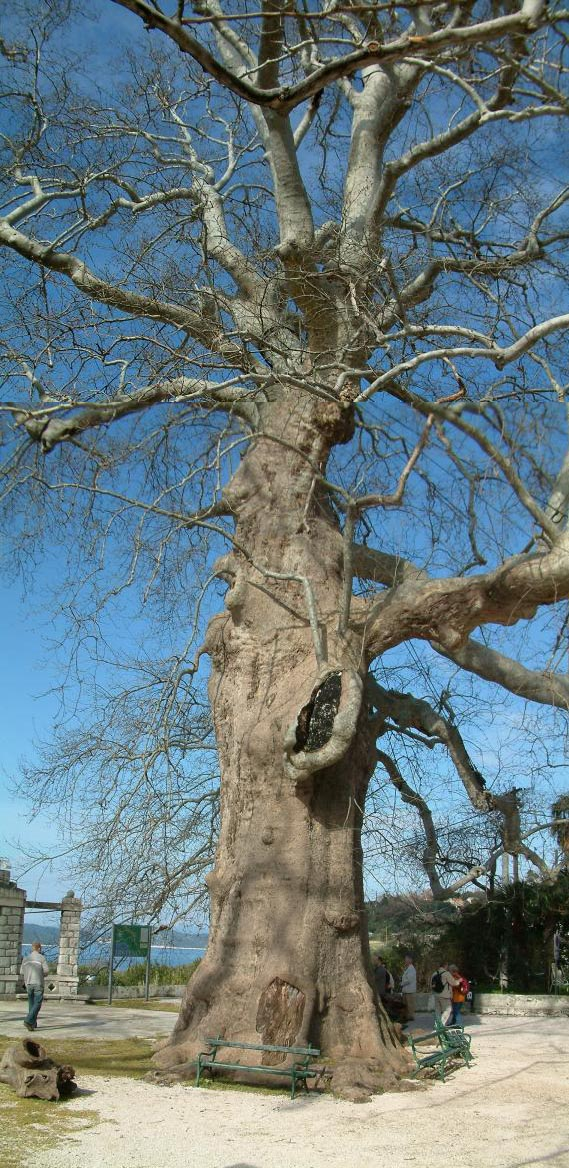
法桐古树

特斯特诺最有名的就是特斯特诺植物园, 是达尔马提亚最古老的植物园。植物园原是拉古萨共和国贵族Gozze家族于15世纪后期所建的乡间别墅。他们请船长们从各地带回各种奇花异草的种子，在园内培育。植物园确切的创建日期并不清楚，但是在1492年时已经存在，当时兴建了15 米的高架渠来灌溉植物园；这高架渠沿用至今。植物园包括十六世纪夏宫，设计于1502年，为克罗地亚最古老的文艺复兴公园，以及一个十九世纪的公园。
植物园在1945年成为南斯拉夫国家所有。自1950年以来由克罗地亚科学和艺术院管理。1962年特斯特诺植物园被列为保护建筑，保护区占地约255000平方米。
特斯特诺在克罗地亚独立战争期间遭到破坏和掠夺，1991年10月2日和3日，南斯拉夫人民军的军舰炮击和空袭造成植物园大火，夏宫和植物园最古老的部分局部毁坏。2000年干旱引起的森林火灾又对植物园造成进一步严重破坏，损失面积大约12万平方米。
植物园的骄傲，是两棵树龄超过的法桐，历经灾难幸存了下来。古树高达45-60米，树干的直径5米。
特斯特诺及其植物园出现在电视连续剧《权力的游戏》的第三季和第四季中。

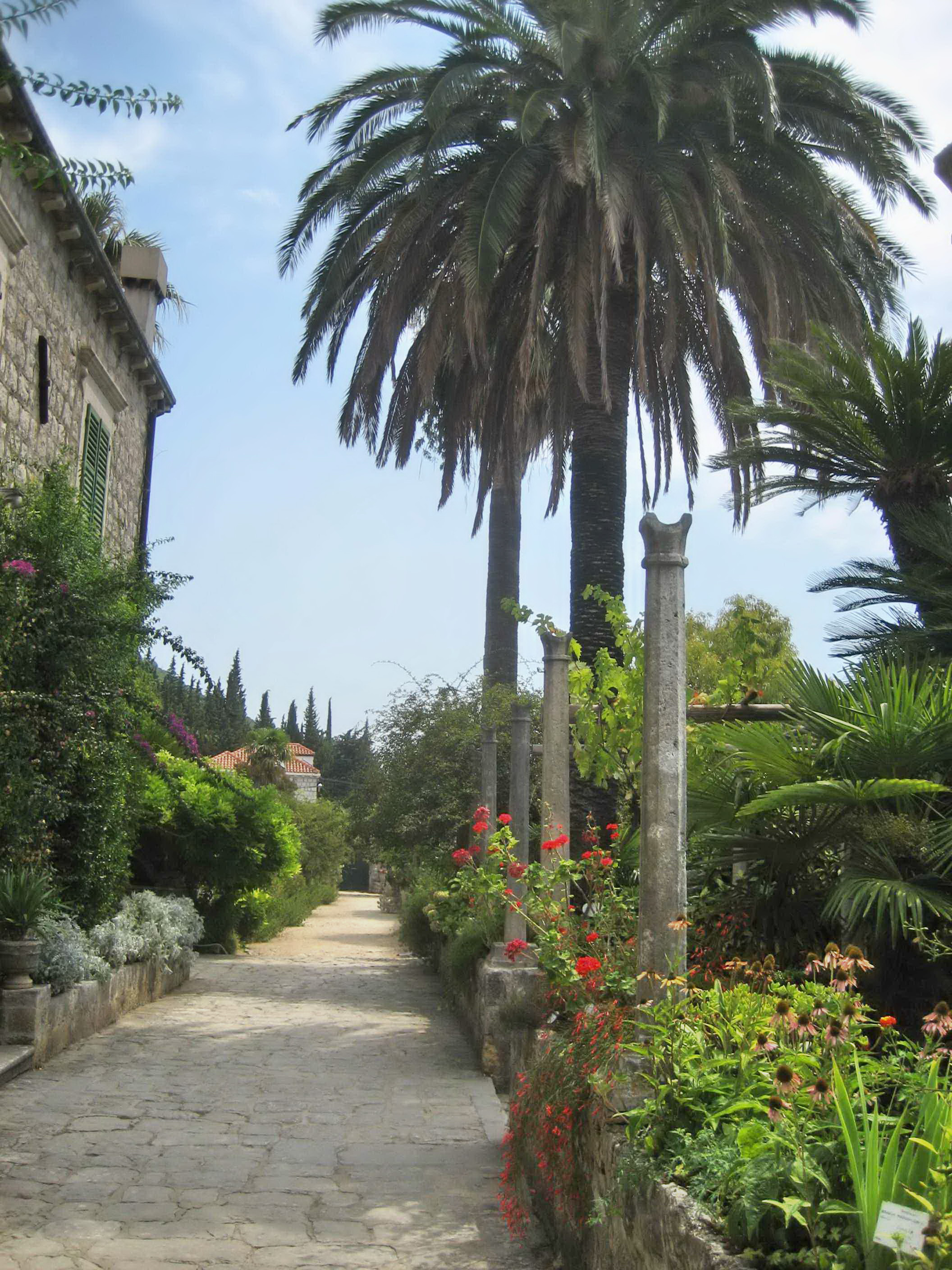
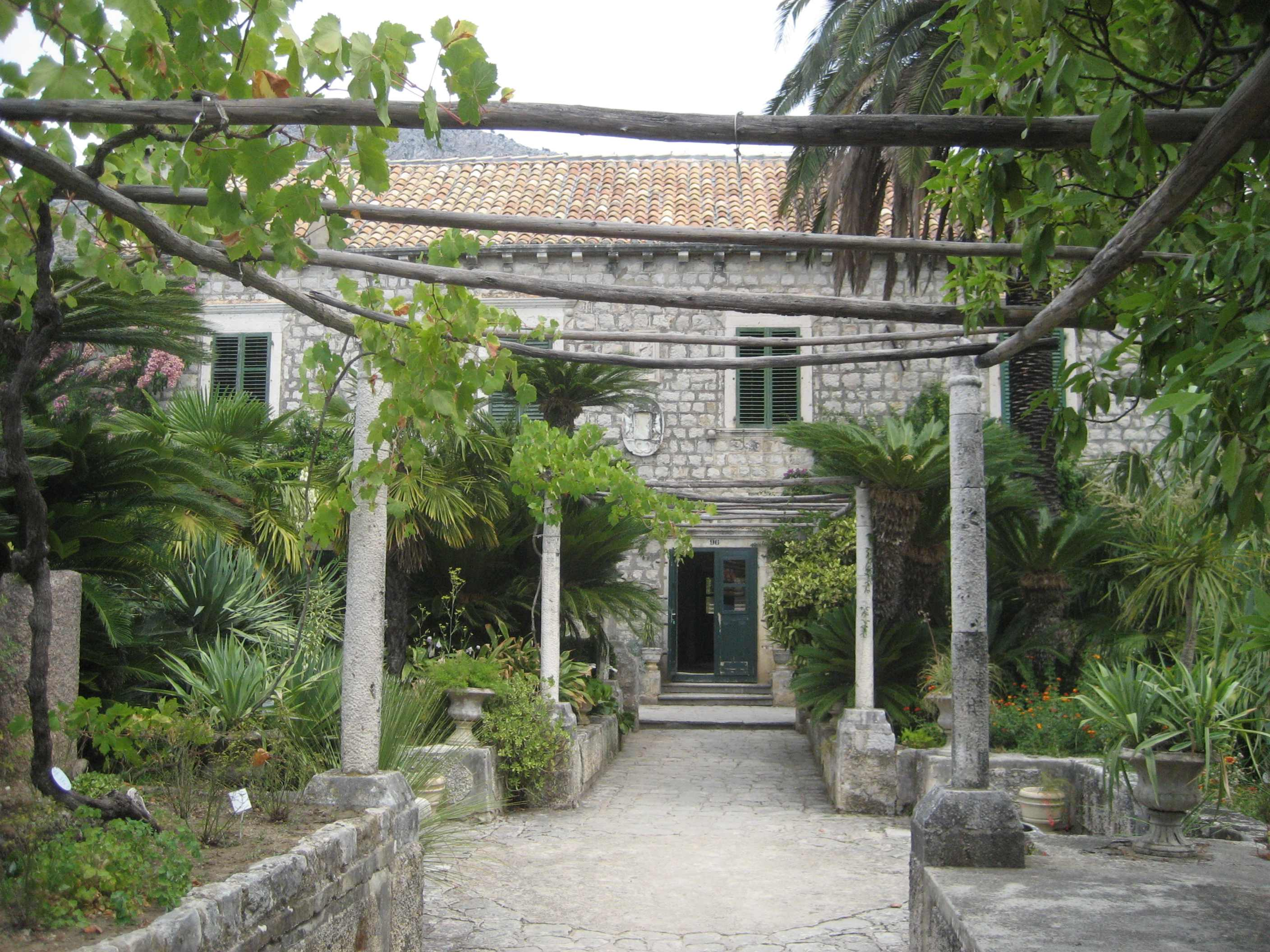
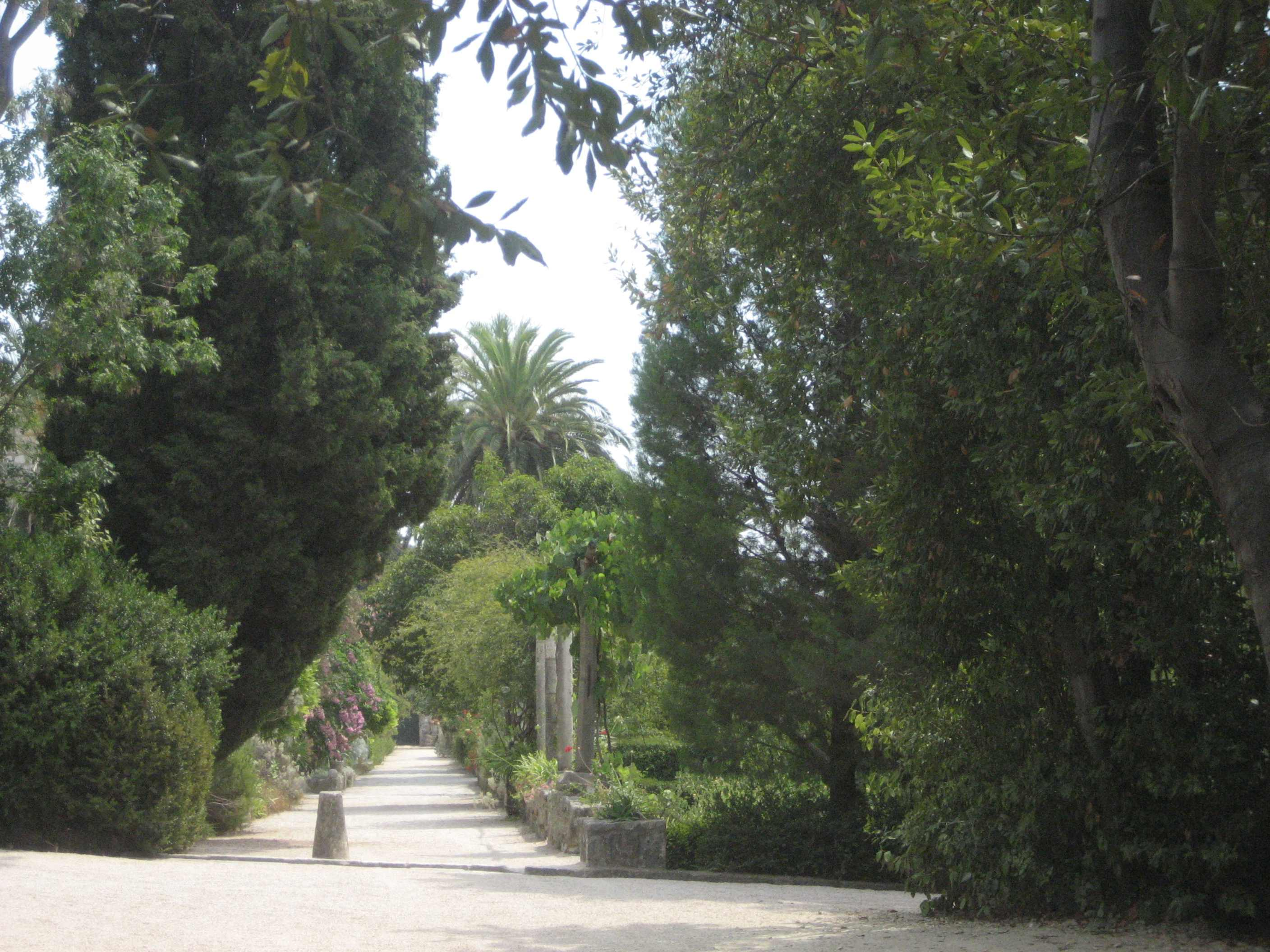
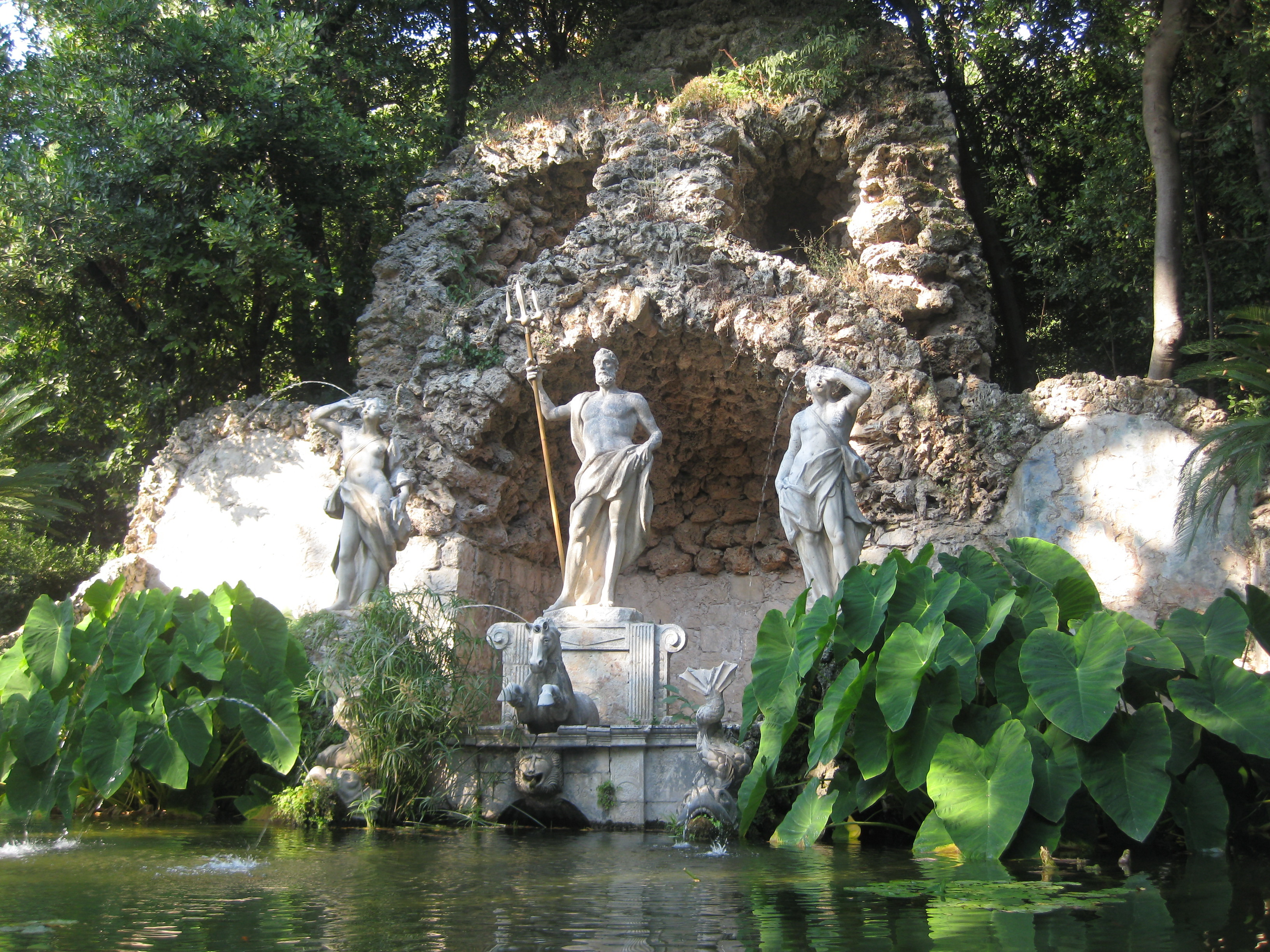
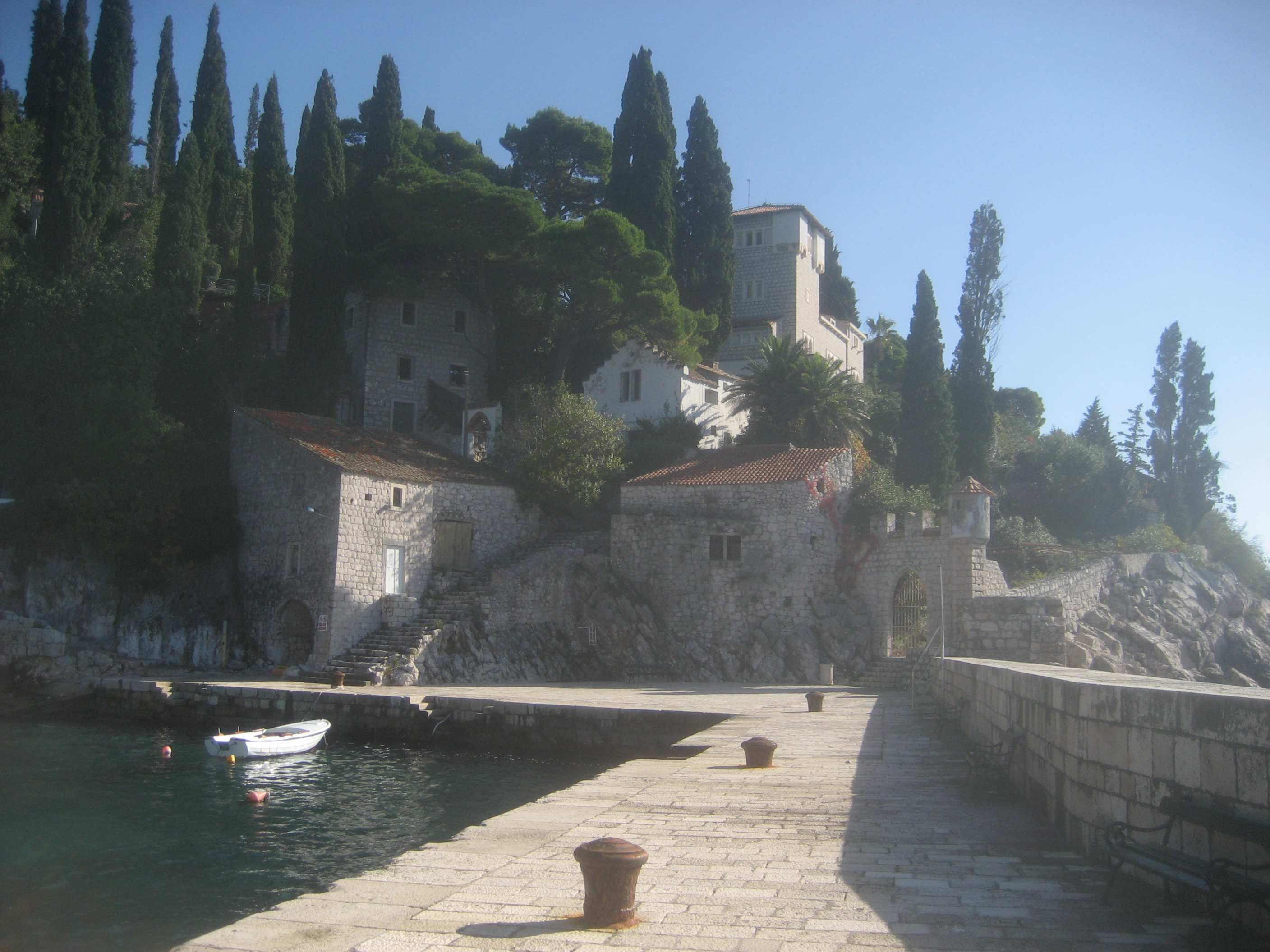